# Hannie Termeulen
Johanna Termeulen (Países Bajos, 18 de febrero de 1929-1 de marzo de 2001) fue una nadadora neerlandesa especializada en pruebas de estilo libre, donde consiguió ser subcampeona olímpica en 1952 en los 100 metros.

## Carrera deportiva
En las Olimpiadas de Londres 1948 ganó el bronce en los relevos de 4 x 100 metros estilo libre.
Cuatro años después, en los Juegos Olímpicos de Helsinki 1952 ganó la medalla de plata en los 100 metros estilo libre, con un tiempo de 1:06.5 segundos, tras la nadadora húngara Katalin Szöke; y también la plata en la prueba de relevos de 4 x 100 metros estilo libre, tras Hungría y por delante de Estados Unidos (bronce).